# Canada ai XIV Giochi olimpici invernali
Il Canada partecipò ai XIV Giochi olimpici invernali, svoltisi a Sarajevo, Jugoslavia, dall'8 al 19 febbraio 1984, con una delegazione di 67 atleti impegnati in otto discipline.

## Medagliere per discipline
| Sport                   | Oro | Argento | Bronzo | Totale |
| ----------------------- | --- | ------- | ------ | ------ |
| Pattinaggio di velocità | 2   | 0       | 1      | 3      |
| Pattinaggio di figura   | 0   | 1       | 0      | 1      |
| Totale                  | 2   | 1       | 1      | 4      |

## Medaglie d'oro
| Medaglia | Nome           | Sport                   | Evento          |
| -------- | -------------- | ----------------------- | --------------- |
| Oro      | Gaétan Boucher | Pattinaggio di velocità | 1000 m maschile |
| Oro      | Gaétan Boucher | Pattinaggio di velocità | 1500 m maschile |

## Medaglie d'argento
| Medaglia | Nome        | Sport                 | Evento           |
| -------- | ----------- | --------------------- | ---------------- |
| Argento  | Brian Orser | Pattinaggio di figura | Singolo maschile |

## Medaglie di bronzo
| Medaglia | Nome           | Sport                   | Evento         |
| -------- | -------------- | ----------------------- | -------------- |
| Bronzo   | Gaétan Boucher | Pattinaggio di velocità | 500 m maschile |

## Bob
| Bob   | Atleti                        | Gara      | 1ª manche | 1ª manche | 2ª manche | 2ª manche | 3ª manche | 3ª manche | 4ª manche | 4ª manche | Totale  | Totale    |
| Bob   | Atleti                        | Gara      | Tempo     | Posizione | Tempo     | Posizione | Tempo     | Posizione | Tempo     | Posizione | Tempo   | Posizione |
| ----- | ----------------------------- | --------- | --------- | --------- | --------- | --------- | --------- | --------- | --------- | --------- | ------- | --------- |
| CAN-1 | Alan MacLachlan Robert Wilson | Bob a due | 52.77     | 12        | 53.04     | 14        | 52.14     | 8         | 52.79     | 17        | 3:30.74 | 14        |

| Bob   | Atleti                                                 | Gara          | 1ª manche | 1ª manche | 2ª manche | 2ª manche | 3ª manche | 3ª manche | 4ª manche | 4ª manche | Totale  | Totale    |
| Bob   | Atleti                                                 | Gara          | Tempo     | Posizione | Tempo     | Posizione | Tempo     | Posizione | Tempo     | Posizione | Tempo   | Posizione |
| ----- | ------------------------------------------------------ | ------------- | --------- | --------- | --------- | --------- | --------- | --------- | --------- | --------- | ------- | --------- |
| CAN-1 | Alan MacLachlan Clarke Flynn Robert Wilson David Leuty | Bob a quattro | 51.48     | 20        | 51.66     | 18        | 51.55     | 16        | 51.78     | 20        | 3:26.47 | 18        |

## Sci alpino

### Uomini
| Atleta          | Gara           | 1ª manche | 1ª manche | 2ª manche | 2ª manche | Totale  | Totale    |
| Atleta          | Gara           | Tempo     | Posizione | Tempo     | Posizione | Tempo   | Posizione |
| --------------- | -------------- | --------- | --------- | --------- | --------- | ------- | --------- |
| Gary Athans     | Discesa libera |           |           |           |           | 1:48.79 | 26        |
| Todd Brooker    | Discesa libera |           |           |           |           | 1:46.64 | 9         |
| Steve Podborski | Discesa libera |           |           |           |           | 1:46.59 | 8         |
| Jim Read        | Slalom gigante | 1:22.90   | 15        | 1:24.87   | 25        | 2:49.18 | 24        |
| Michael Tommy   | Slalom         | DNF       | –         | –         | –         | DNF     | –         |

### Donne
| Atleta          | Gara            | 1ª manche | 1ª manche | 2ª manche | 2ª manche | Totale  | Totale    |
| Atleta          | Gara            | Tempo     | Posizione | Tempo     | Posizione | Tempo   | Posizione |
| --------------- | --------------- | --------- | --------- | --------- | --------- | ------- | --------- |
| Karen Stemmle   | Discesa libera  |           |           |           |           | 1:15.64 | 22        |
| Liisa Savijarvi | Discesa libera  |           |           |           |           | 1:15.32 | 18        |
| Laurie Graham   | Discesa libera  |           |           |           |           | 1:14.92 | 11        |
| Gerry Sorensen  | Discesa libera  |           |           |           |           | 1:14.30 | 6         |
| Laurie Graham   | Slalom gigante  | 1:12.89   | 38        | 1:15.63   | 33        | 2:28.42 | 33        |
| Andrea Bédard]  | Slalom gigante  | 1:12.03   | 26        | DSQ       | –         | DSQ     | –         |
| Diana Haight    | Slalom gigante  | 1:11.27   | 18        | 1:13.39   | 16        | 2:24.66 | 17        |
| Liisa Savijarvi | Slalom gigante  | 1:10.31   | 9         | 1:12.42   | 6         | 2:22.73 | 9         |
| Andrea Bédard   | Slalom speciale | DNF       | –         | –         | –         | DNF     | –         |

## Slittino

### Donne
| Atleta       | 1ª manche | 1ª manche | 2ª manche | 2ª manche | 3ª manche | 3ª manche | 4ª manche | 4ª manche | Totale   | Totale    |
| Atleta       | Tempo     | Posizione | Tempo     | Posizione | Tempo     | Posizione | Tempo     | Posizione | Tempo    | Posizione |
| ------------ | --------- | --------- | --------- | --------- | --------- | --------- | --------- | --------- | -------- | --------- |
| Carole Keyes | 45.461    | 26        | 49.089    | 26        | 44.715    | 22        | 44.158    | 22        | 3:03.423 | 24        |
| Susan Rossi  | 45.040    | 24        | 43.893    | 22        | 45.964    | 25        | 43.766    | 21        | 2:58.663 | 22        |